# Oresuki: Are You The Only One Who Loves Me?
Oresuki: Are You The Only One Who Loves Me? (俺を好きなのはお前だけかよ, Ore o suki nano wa omae dake ka yo, litt. « Es-tu vraiment la seule qui m'aime ? »), abrégée en Oresuki (俺好き), est une série de light novel écrite par Rakuda et illustrée par Buriki. L'histoire suit la comédie romantique de son personnage principal Amatsuyu Kisaragi qui est agité dans tous les sens par trois filles, Sumireko Sanshokuin, Aoi Hinata et Sakura Akino. Elle est éditée par Kadokawa (anciennement ASCII Media Works) dans sa collection Dengeki Bunko depuis février 2016.
Une adaptation en manga de Yū Ijima est publiée sur la plateforme Shōnen Jump+ de Shūeisha entre février 2017 et août 2020. Une adaptation en série télévisée d'animation par le studio Connect est diffusée pour la première fois entre le 3 octobre et le 26 décembre 2019,. Un OAV servant de conclusion pour la série télévisée est sorti le 2 septembre 2020,.

## Synopsis
Kisaragi Amatsuyu, surnommé « Jōro » (ジョーロ), fait partie du bureau des élèves (BDE) de son lycée. Son entourage se compose de son amie d'enfance, Aoi Hinata, et de la présidente du BDE, Sakura Akino, qui sont respectivement surnommée « Himawari » (ひまわり) et « Cosmos » (コスモス, Kosumosu). Jōro est intérieurement un personnage égocentrique et maniaque qui se fait passer pour un jeune homme peu sensible et niais. Il fait tout pour intensifier ses relations avec elles et tente de deviner qui, de Himawari ou Cosmos, lui demandera en premier de sortir avec lui. Cependant, la suite des événements lui réserve tout autre chose…
Jōro se rend alors dans l'espace de lecture de la bibliothèque pour une certaine raison. Néanmoins, il se trouve qu'une membre du comité de la bibliothèque, qui lui était autrefois antipathique, est également présente ; il prend le temps de discuter avec Sumireko Sanshokuin, surnommée « Pansy » (パンジー, Panjī). Au moment où Jōro est sur le point de quitter la bibliothèque, Pansy lui déclare alors : « Je te suis partout » (「私、貴方をストーキングしているもの」, “Watashi, anata o sutōkingu shite iru mono”).
Après cette surprenante déclaration, il est emmené sur un banc par Pansy…

## Personnages
Amatsuyu Kisaragi (如月 雨露, Kisaragi Amatsuyu)
Voix japonaise : Daiki Yamashita,
Personnage principal de la série, il est surnommé « Jōro » (ジョーロ) car enlevant le kanji 月 de son nom complet, cela donne jōro (如雨露, signifiant « arrosoir »). Il fait semblant d'être insensible au quotidien. D'apparence banale, il est à la fois mauvais dans ses études et en sport. Il est aussi membre du bureau des élèves (BDE).
Sumireko Sanshokuin (三色院 菫子, Sanshokuin Sumireko)
Voix japonaise : Haruka Tomatsu,
Une élève au même lycée qu'Amatsuyu. Elle est surnommée « Pansy » (パンジー, Panjī) car en retirant les kanjis 院 et 子 de son nom, cela donne sanshokusumire (三色菫, signifiant « pensée »). En plus de son apparence banale avec ses lunettes et ses cheveux tressés, elle s'amuse à se moquer d'Amatsuyu en étant une langue de vipère, au dépit de ce dernier.
Aoi Hinata (日向 葵, Hinata Aoi)
Voix japonaise : Haruka Shiraishi (ja),
L'amie d'enfance d'Amatsuyu. Son surnom « Himawari » (ひまわり) est à l'origine une anagramme de son nom qui forme himawari (向日葵, signifiant « tournesol »).
Sakura Akino (秋野 桜, Akino Sakura)
Voix japonaise : Sachika Misawa (ja),
L'aînée d'Amatsuyu et la présidente du BDE. Elle est surnommée « Cosmos » (コスモス, Kosumosu) car en retirant le kanji 野 de son nom, cela donne akizakura (秋桜, signifiant « cosmos »).
Taiyō Ōga (大賀 太陽, Ōga Taiyō)
Voix japonaise : Yūma Uchida (ja),
Un camarade de classe est le meilleur ami d'Amatsuyu. Passionné de baseball depuis son plus jeune âge et s'entraînant chaque jour, il est devenu l'as du club de baseball. Son surnom « Sun-chan » (サンちゃん, San-chan) dérive de son prénom Taiyō (太陽, signifiant « Soleil ») (en anglais : Sun).
Hina Hanetachi (羽立 桧菜, Hanetachi Hina)
Voix japonaise : Shiori Mikami (ja),
Une camarade de classe d'Amatsuyu. Son surnom « Asunaro » (あすなろ) provient des kanjis 羽, 立 et 桧 dans son nom formant asunaro (翌桧, signifiant « thujopsis »). Elle est membre du club de journalisme.
Chiharu Yōki (洋木 茅春, Yōki Chiharu)
Voix japonaise : Nao Tōyama,
Une élève transférée dans la classe d'Amatsuyu et la gérante du magasin où il travaille. Son surnom « Tsubaki » (ツバキ) provient des kanjis 木 et 春 dans son nom formant Tsubaki (椿, signifiant « camélia du Japon »).
Asaka Mayama (真山亜茶花, Mayama Asaka)
Une camarade de classe d'Amatsuyu. Son surnom « Sazanka » (サザンカ) provient des kanjis 山, 茶 et 花 dans son nom formant sazanka (茶花, signifiant « camellia sasanqua »).

## Productions et supports

### Light novel
La série des light novel Ore o suki nano wa omae dake ka yo (俺を好きなのはお前だけかよ) est écrite par Rakuda et illustrée par Buriki. Rakuda avait présentée la série à l'origine sous le titre Kowareta Jōro wa tsukaenai (壊れたジョーロは使えない) au 22e Grand prix du roman Dengeki dont il a reçu le prix d'or en 2015,. Kadokawa (anciennement ASCII Media Works), avec sa collection Dengeki Bunko, édite les romans depuis février 2016. À ce jour, dix-sept volumes ont été publiés.

#### Liste des volumes
| no | Japonais         | Japonais          |
| no | Date de sortie   | ISBN              |
| -- | ---------------- | ----------------- |
| 1  | 10 février 2016  | 978-4-04-865747-1 |
| 2  | 10 avril 2016    | 978-4-04-865885-0 |
| 3  | 10 août 2016     | 978-4-04-892286-9 |
| 4  | 10 janvier 2017  | 978-4-04-892601-0 |
| 5  | 10 avril 2017    | 978-4-04-892831-1 |
| 6  | 10 août 2017     | 978-4-04-893282-0 |
| 7  | 10 novembre 2017 | 978-4-04-893466-4 |
| 8  | 10 mars 2018     | 978-4-04-893684-2 |
| 9  | 10 juillet 2018  | 978-4-04-893913-3 |
| 10 | 10 novembre 2018 | 978-4-04-912099-8 |
| 11 | 10 mai 2019      | 978-4-04-912527-6 |
| 12 | 10 octobre 2019  | 978-4-04-912796-6 |
| 13 | 10 décembre 2019 | 978-4-04-912908-3 |
| 14 | 10 juin 2020     | 978-4-04-913204-5 |
| 15 | 10 décembre 2020 | 978-4-04-913576-3 |
| 16 | 9 juillet 2021   | 978-4-04-913834-4 |
| 17 | 8 janvier 2022   | 978-4-04-913904-4 |

### Manga
Une adaptation en manga, dessinée par Yū Ijima, est lancée sur le site web et application Shōnen Jump+ de Shūeisha le 26 février 2017. Le dernier chapitre est publié le 23 août 2020. Les chapitres sont rassemblés et édités dans le format tankōbon par Shūeisha avec le premier volume publié en août 2017 ; la série compte au total six volumes tankōbon.

#### Liste des volumes
| no | Japonais       | Japonais          |
| no | Date de sortie | ISBN              |
| -- | -------------- | ----------------- |
| 1  | 4 août 2017    | 978-4-08-881135-2 |
| 2  | 2 mars 2018    | 978-4-08-881373-8 |
| 3  | 4 janvier 2019 | 978-4-08-881650-0 |
| 4  | 4 octobre 2019 | 978-4-08-881832-0 |
| 5  | 4 mars 2020    | 978-4-08-882144-3 |
| 6  | 2 octobre 2020 | 978-4-08-882467-3 |

### Anime

Logo international de la série d'animation.

Une adaptation en une série télévisée d'animation a été annoncée en octobre 2018 lors du Festival Dengeki d'automne pour le 25e anniversaire du Dengeki Bunko (電撃文庫25周年記念 秋の電撃祭, Dengeki Bunko 25 shūnenkinen Aki no dengeki-sai). Celle-ci est réalisée par Noriaki Akitaya au sein du studio d'animation Connect avec les scripts écrits par l'auteur original de la série Rakuda et les character designs de Shoko Takimoto reprenant ceux de Buriki ; la bande originale composée par Yoshiaki Fujisawa chez Aniplex. La série est diffusée pour la première fois entre le 3 octobre et le 26 décembre 2019 sur Tokyo MX, GYT, GTV et BS11, et un peu plus tard sur TVA et ytv,. La série est composée de 12 épisodes répartis dans six coffrets Blu-ray/DVD.
Avec la diffusion du dernier épisode, la production d'un original video animation a été révélée pour servir de conclusion à la série télévisée,. Cet épisode était initialement prévu d'être projeté dans 10 salles de cinéma au Japon le 23 mai 2020,, avant que les projections ont été annulées en avril 2020 à la suite des mesures de sécurité prises face à la propagation de la pandémie de Covid-19 au Japon. L'événement spécial qui devait avoir lieu le 16 mai 2020 est également annulé. Le DVD/Blu-ray de cet épisode est sorti le 2 septembre 2020,.
Wakanim détient les droits de diffusion en simulcast de la série et de l'OAV dans les pays francophones sous le titre Oresuki: Are You The Only One Who Loves Me?, ; mais également en Allemagne, en Autriche, dans les pays nordiques et dans les pays russophones,,. Aniplex of America les diffuse aussi sur Crunchyroll, FunimationNow et HIDIVE en Amérique du Nord et dans d'autres territoires,,.
La chanson de l'opening de la série, intitulée Papapa (パパパ), est interprétée par Shuka Saitō, tandis que celle de l'ending, intitulée Hanakotoba (ハナコトバ), est interprétée par Haruka Tomatsu, Haruka Shiraishi et Sachika Misawa sous les noms de leur personnage respectif.

#### Liste des épisodes
| No                                            | Titre français                                        | Titre japonais                                 | Titre japonais                                         | Date de 1re diffusion |
| No                                            | Titre français                                        | Kanji                                          | Rōmaji                                                 | Date de 1re diffusion |
| --------------------------------------------- | ----------------------------------------------------- | ---------------------------------------------- | ------------------------------------------------------ | --------------------- |
| 1                                             | Je suis vraiment un second rôle ordinaire             | 俺ってほんと、どこにでもいる平凡なモブなんだ   | Ore tte honto, doko ni demo iru heibon'na Mobu nanda   | 3 octobre 2019        |
| 2                                             | Je suis pris dans un cercle vicieux                   | 俺に襲い掛かる負のスパイラル                   | Ore ni osoi gakaru fu no supairaru                     | 10 octobre 2019       |
| 3                                             | Je te voyais                                          | 俺はお前と会っていた                           | Ore wa omae to atte ita                                | 17 octobre 2019       |
| 4                                             | Le Résultat de mes efforts                            | 俺がガンバった結果                             | Ore ga ganbatta kekka                                  | 24 octobre 2019       |
| 5                                             | Je me disais bien que ça se passait trop bien         | 俺にしては、うまくいきすぎてると思ったんだよ…… | Ore ni shite wa, umaku iki sugi teru to omottanda yo…… | 31 octobre 2019       |
| 6                                             | Je sais dire le fond de ma pensée                     | 俺は、言う時は言う                             | Ore wa, iu toki wa iu                                  | 7 novembre 2019       |
| 7                                             | Je découvre une facette étonnante                     | 俺は意外な一面を知る                           | Ore wa igaina ichimen o shiru                          | 14 novembre 2019      |
| 8                                             | Ma tragédie a commencé avant que je ne m'en aperçoive | 俺の悲劇は気づくと始まってる                   | Ore no higeki wa kizuku to hajimatteru                 | 21 novembre 2019      |
| 9                                             | Le Résultat de mes réflexions                         | 俺なりに考えた結果                             | Ore nari ni kangaeta kekka                             | 28 novembre 2019      |
| 9.5                                           | Je procède avec soin                                  | 俺は丁寧に進める                               | Ore wa teinei ni susumeru                              | 5 décembre 2019       |
| Note : Récapitulatif des précédents épisodes. |                                                       |                                                |                                                        |                       |
| 10                                            | Je sers aussi à quelque chose de temps en temps       | 俺だってたまには活躍する                       | Ore datte tamani wa katsuyaku suru                     | 12 décembre 2019      |
| 11                                            | Je suis peut-être inutile                             | 俺はいらないかもしれない                       | Ore wa iranai kamo shirenai                            | 19 décembre 2019      |
| 12                                            | En fait, j'aime……                                     | 俺が好きなのは……                               | Ore ga suki nano wa……                                  | 26 décembre 2019      |
| OAV                                           | Notre fin de partie                                   | 俺たちのゲームセット                           | Oretachi no Gēmusetto                                  | 2 septembre 2020      |